# NGC 4563
NGC 4563 ist eine Spiralgalaxie vom Hubble-Typ S im Sternbild Haar der Berenike am Nordsternhimmel. Sie ist schätzungsweise 330 Millionen Lichtjahre von der Milchstraße entfernt und hat einen Durchmesser von etwa 50.000 Lichtjahren.
Im selben Himmelsareal befinden sich u. a. die Galaxien NGC 4558, IC 3556, IC 3559, IC 3561.
Das Objekt wurde am 13. April 1864 vom deutsch-dänischen Astronomen Heinrich Louis d’Arrest entdeckt.